# Zorneding
Zorneding er en kommune i Landkreis Ebersberg i Regierungsbezirk Oberbayern i den tyske delstat Bayern. Den ligger cirka 20 km for delstatshovedstaden München. I kommunen ligger byerne Pöring med Ingelsberg og Wolfesing. Den tidligere bydel Baldham hører nu til Vaterstetten.

## Geografi
I nordvest grænser Zorneding til kommuinen Vaterstetten, mod nordøst til Ebersberger Forst, mod øst til Kirchseeon, mod syd til Oberpframmern og mod sydvest til Kreis München Land.